# 盤上のアルファ
『盤上のアルファ』（ばんじょうのアルファ）は、塩田武士による小説である。2011年1月6日に講談社より単行本が刊行され、2014年2月14日に講談社文庫版が発売された。
大学在学中から作家を目指していた塩田のデビュー作で、大学卒業後神戸新聞社に入社して将棋担当記者となり、その取材経験を活かして将棋の世界を題材に約1年がかりで書き上げた小説である。選考会満場一致の「パーフェクト受賞」で第5回（2010年）小説現代長編新人賞、および第23回（2011年）将棋ペンクラブ大賞（文芸部門大賞）受賞作。
2019年2月にNHK BSプレミアムでテレビドラマ化された。

## あらすじ
神戸新報社の兵庫県警本部担当記者という肩書にプライドを持つ秋葉隼介は、その協調性のない性格のため上司に嫌われ、文化部将棋担当に異動させられる。慣れない部署で、多忙な仕事にストレスがたまる一方の秋葉は、ある日、小料理屋「水明」で真田信繁と最悪の出会いをする。アマチュア全国大会で優勝しプロを目指しているという真田から三段リーグ編入制度の厳しさを教えられた秋葉は「真田がプロになれれば、俺は記者を辞めてやる」と言い放つ。
真田はアルバイトを辞めさせられてアパートを追い出され、編入試験対局が終わるまでという約束で、秋葉のマンションに同居することになる。独り気ままに暮らしていた秋葉のマンションに、毎日将棋漬けの真田、それに静や遊佐加織や棋士仲間たちまでもが集まって、喧騒で奇妙な生活が始まる。
真田が押しかけて来てから1か月ほど経ったころ、昔の刑事ドラマに出てくる刑事のような風貌の男が秋葉を訪ねて来る。秋葉が真田のことを書いたその新聞記事の切り抜きを持った男は、20年以上前に真田に将棋を教えた林鋭生という真剣師だった。秋葉のマンションで、真田と林の激しくいつ終わるとも知れない対局に魅せられた秋葉は、自分にしか書けない「真田の挑戦の記録」を書き残そうと思い立つ。
秋葉と真田が出会ってから3か月、三段リーグ編入試験が始まった。真田は1局目は敗れたもののその後は順調に勝ち続け、あと1勝というところまで勝ちを積み重ねる。真田の対局を間近で見て、また幼少からの過去を聞いた秋葉は、絶対に勝たせたいと思うが、残り2局のうちの1局目は敗れる。
編入試験対局の最後の相手は棋士仲間の水上二段で、互いに相手の手の内を知る者同士の対局は、真田の奇襲で始まった。粘る真田だったが水上に追い詰められ敗戦濃厚になる。しかし、絶体絶命の局面から大逆転で勝利し編入試験を合格して、真田はこれから三段リーグを戦いプロ棋士を目指す。
真田たちが去り再び独りになった寂寥としたマンションで、秋葉は「真田の記事を書きたい」と思うのだった。

## 登場人物
秋葉隼介（あきば しゅんすけ）
33歳、独身。上司にへつらうこともなく、社会部の新聞記者であることに誇りを持っている。
神戸新報社 県警担当記者だったが、その傲慢な性格が災いして将棋担当に異動させられる。
真田と出会う1年前の12月、付き合っていた斎藤恵子から別れを告げられる。
真田信繁（さなだ のぶしげ）
33歳、独身。年齢制限の26歳までに四段になれず、三段リーグ編入制度でのプロ棋士を目指す。
一年中、タンクトップを着ている。勝負前のゲン担ぎは静が用意する「白いもち」。千田棋士九段門下。
中学時代の先輩の静とは、三宮の飲み屋で偶然再会した。
静（しずか）
神戸・三宮にある小料理屋「水明（すいめい）」の女将。
遊佐加織（ゆさ かおり）
秋葉が初めて関わった将棋のタイトル戦に出場した女流棋士。千田棋士九段門下。
源太
真田の棋士仲間の少年。クリスマス・イヴに、秋葉のマンションにやって来てから入り浸る。
「手筋（てすじ）」という名のパグ犬を連れている。
水上通（みずがみ とおる）
22歳、奨励会二段。真田の棋士仲間で、源太と同じくクリスマス・イヴから秋葉のマンションに入り浸る。
真田の三段編入試験の八局目（最終戦）の対戦相手。
関秀伸（せき ひでのぶ）
神戸新報社OBの将棋観戦記者。秋葉のアシスト。
斎藤恵子
淡路島の小学校教師。秋葉が淡路総局勤務の時に知り合い、2年間付き合った秋葉の元彼女。
秋葉が真田と出会う1年前の12月に別れる。
真田進次郎（さなだ しんじろう）
真田信繁の父。無職だが信繁に将棋を教えた。借金取立人たちに拉致され失踪する。
林鋭生（はやし えいせい）
借金取立人で、将棋の真剣師。「新世界の昇り龍」と呼ばれる。
真田の父が拉致されたあとに借金取り立てに来て、独りになった小学生の真田に将棋を教える。
千田正三（せんだ しょうぞう）
棋士九段。真田と加織の師匠。秋葉が初めて関わった女流王位戦の立会人。

## 書誌情報
- 単行本：2011年1月7日、講談社、ISBN 978-4-06-216597-6
- 文庫本：2014年2月14日、講談社文庫、ISBN 978-4-06-277706-3

## テレビドラマ
『盤上のアルファ〜約束の将棋〜』（ばんじょうのアルファ やくそくのしょうぎ）のタイトルで、2019年2月3日から2月24日まで毎週日曜22時 - 22時49分にNHK BSプレミアム「プレミアムドラマ」で放送された。全4回。主演は玉木宏。
舞台を原作の神戸から首都圏に移し、伊達和寿や天野耕平といったオリジナルキャラクターとオリジナルストーリーを加えて、社会部から文化部に異動を命じられた日から6か月後の主人公の回想の形で物語が綴られる。
また、2019年1月30日から2月20日まで毎週水曜20時25分 - 21時14分にBS4Kで先行放送された。

### キャスト

#### 首都新聞社
秋葉隼介
演 - 玉木宏（少年期：山城琉飛）
首都新聞社記者。社会部 → 文化部将棋担当。
社会部のエースと呼ばれる。
鶴巻吾郎
演 - 安井順平
首都新聞社文化部部長。
久本佐奈江
演 - 夏子
首都新聞社文化部囲碁担当。
荒井章太郎
演 - 緋田康人
首都新聞社社会部部長。
秋葉に文化部への異動を言い渡す。

#### 棋士
真田信繁
演 - 上地雄輔（少年期：田中奏生）
師匠の千田九段宅に住み込んでいたが逃げ出した、元奨励会三段。
再びプロ棋士を目指してアマチュア全国大会で優勝し、三段リーグ編入試験に挑戦する。
伊達和寿
演 - 堀井新太
棋士七段。千田九段の弟子で真田の弟弟子。
斉藤恵子が勤務する小学校の将棋クラブの先生で、恵子に好意を持っている。
天野耕平
演 - 加藤諒
千田九段の弟子で真田の弟弟子。26歳。
四段に昇段できずにプロを諦めると千田に告げる。その際、真田の奨励会受験の推薦をするよう懇請する。
水上哲也
演 - 森下大地
奨励会二段。水上九段の息子。真田の対戦相手。
稲盛雄大
演 - 緒形敦
奨励会二段。真田の対戦相手。
林鋭生
演 - 石橋蓮司
将棋の元真剣師。
千田正三
演 - 近藤正臣
棋士九段。真田と伊達と天野の師匠。

#### その他
斉藤恵子
演 - 比嘉愛未
秋葉の恋人。小学校教諭で、将棋クラブ顧問。
静
演 - 野々すみ花
将棋会館近くの小料理屋「水明」の女将。
千田加代子
演 - 岡まゆみ
千田九段の妻。
天野奈美
演 - 原日出子
天野耕平の母。宇都宮で餃子屋を営んでいる。
後援会長
演 - 車だん吉
記者A
演 - 六角慎司
沖田さつき
演 - 山本裕子
斉藤恵子の同僚。
西山
演 - 山崎銀之丞
斉藤恵子が勤務する小学校の教頭。
真田進次郎
演 - 石井愃一
真田信繁の父。入院先の病院で信繁と再会する。
秋葉美智子
演 - 萬田久子
秋葉の母。

#### ゲスト棋士
第1回
- 本人 - 羽生善治 九段

第2回
- 本人 - 加藤一二三 九段
- 原八段 - 門倉啓太 五段

第3回
- 水上九段 - 森下卓 九段

最終回
- 飯倉陽菜二段 - 竹俣紅 女流初段

### スタッフ
- 原作 - 塩田武士『盤上のアルファ』
- 脚本 - 山岡潤平
- 音楽 - 林ゆうき
- 主題歌 - 竹原ピストル「カウント10」[11]
- 将棋指導 - 門倉啓太[注 3]
- 演出 - 岡田健（NHKエンタープライズ）
- 制作統括 - 佐野元彦（NHKエンタープライズ）、髙橋練（NHK）

### 放送日程
| 放送回 | 放送日(BS4K) | 放送日  | サブタイトル           | ラテ欄                         |
| ------ | ------------ | ------- | ---------------------- | ------------------------------ |
| 第1回  | 1月30日      | 2月03日 | ふたりのリターンマッチ | 将棋の世界で復活をかける男たち |
| 第2回  | 2月06日      | 2月10日 | カド番                 | 窮地に現れた謎の男の将棋指南!  |
| 第3回  | 2月13日      | 2月17日 | 買収                   | 将棋の白星を買収!?             |
| 最終回 | 2月20日      | 2月24日 | さらば友よ             | プロ再挑戦結末は? さらば友よ!  |

| NHK BSプレミアム プレミアムドラマ             | NHK BSプレミアム プレミアムドラマ                       | NHK BSプレミアム プレミアムドラマ         |
| 前番組                                        | 番組名                                                  | 次番組                                    |
| --------------------------------------------- | ------------------------------------------------------- | ----------------------------------------- |
| モンローが死んだ日 （2019年1月6日 - 1月27日） | 盤上のアルファ〜約束の将棋〜 （2019年2月3日 - 2月24日） | 我が家のヒミツ （2019年3月3日 - 3月31日） |